# Луусалми (пролив)
Луусалми, Луусалма — пролив в России, расположен на территории Луусалмского сельского поселения Калевальского района Республики Карелии. Длина — 1,0 км.
Разделяет озёра Среднее и Нижнее Куйто.
Высота над уровнем моря — 101,1 м над уровне моря.
Код объекта в государственном водном реестре — 02020000815502000002715.